# إميل رياشي
إميل رياشي (2 نوفمبر 1926 - 15 يونيو 2014) كان جراحًا للعظام شهيرًا في لبنان.

## سيرتة الذاتية
ولد رياشي في بيروت بلبنان عام 1926، تخرج من كلية الطب الفرنسية في بيروت عام 1950 وانتقل إلى شيكاغو للتخصص في جراحة العظام في مستشفى مقاطعة كوك مع الأستاذ هامبر كيليكيان، وعندما عاد إلى لبنان أسس رياشي أول خدمة لجراحة العظام والكسور في الشرق الأوسط في عام 1954 داخل مستشفى سانت جورج في بيروت، كان أيضًا مؤسسًا وأول رئيس لجمعية جراحة العظام اللبنانية.
وكان أيضًا عضوًا فخريًا في الجمعية الفرنسية لجراحة العظام (SOFCOT).
وفي عام 1960 أسس إميل رياشي الاتحاد اللبناني للتزلج المُسمى ب: (التزلج في لبنان - التاريخ والتطور - الاتحاد اللبناني للتزلج) وأصبح أول رئيس له حتى عام 1996، وتحت قيادته أصبح لبنان وجهة لأبطال التزلج على مستوى عالٍ، ومنذ عام 1962 حتى عام 1975-عام اندلاع الحرب الأهلية في لبنان- جذبت البطولات الشهيرة المعروفة باسم "Semaine Internationale de Ski au Liban" أفضل أبطال من دول جبال الألب.
كان أيضًا أحد رواد تأسيس مزار كفردبيان الذي يعد أشهر منتجع للتزلج في لبنان.

## المنشورات العلمية الممثلة له
- Riachi، E.؛ Phares، A. (1963). "AN UNUSUAL DEFORMITY OF THE MEDIAL SEMILUNAR CARTILAGE" (PDF). Journal of Bone and Joint Surgery. ج. 45-B: 146–147. DOI:10.1302/0301-620X.45B1.146. مؤرشف من الأصل (PDF) في 2020-04-12.
- Kelikian (1957). "Restoration of quadriceps function in neglected tear of the patellar tendon". Surgery, Gynecology & Obstetrics. ج. 104 ع. 2: 200–4. PMID:13422134. {{استشهاد بدورية محكمة}}: الوسيط |الأول2= يفتقد |الأخير2= (مساعدة) والوسيط |الأول3= يفتقد |الأخير3= (مساعدة)
- Riachi (1964). "HAZARDS AND COMPLICATIONS OF INTRA-ARTICULAR INJECTIONS IN THE KNEE". Revue Médicale du Moyen-Orient. ج. 21: 67–70. PMID:14133004.
- Riachi (1971). "Closed treatment of leg fractures by the 3 pin method". La Presse Médicale. ج. 79 ع. 24: 1126–7. PMID:5580544.
- Khalil (1980). "Benign chondroblastoma. A case report and review of the literature". Le Journal Médical Libanais. ج. 31 ع. 1: 3–14. PMID:16295323. {{استشهاد بدورية محكمة}}: الوسيط |الأول2= يفتقد |الأخير2= (مساعدة)، الوسيط |الأول3= يفتقد |الأخير3= (مساعدة)، والوسيط |الأول4= يفتقد |الأخير4= (مساعدة)

## كتابات أدبية
- إميل رياشي (2007) إصدارات حياتي تاميرا (ردمك 9953-0-0348-3).
- إميل رياشي (2011) «جراحة العظام للجميع» دار الكتب.

## طالع أيضًا
- مزار كفردبيان

## روابط خارجية
- المنشورات العلمية لإميل رياشي (1)
- المنشورات العلمية لإميل رياشي (2)
- إميل رياشي عن تاريخ التزلج في لبنان